# Slobodan Janković (cầu thủ bóng đá, sinh 1981)
Slobodan Janković (Kirin Serbia: Слободан Јанковић; sinh 29 tháng 8 năm 1981) là một thủ môn bóng đá Serbia thi đấu cho Napredak Kruševac.

## Danh hiệu
Mladost Lučani
- Hạng nhất Serbia: 2013-14

Napredak Kruševac
- Hạng nhất Serbia: 2015-16